# Luciano Bottaro
Luciano Bottaro (Rapallo, 16 de noviembre de 1931 - Rapallo, 23 de noviembre de 2006) fue uno de los más importantes historietistas cómicos de Italia.
Su estilo característico es apreciado en toda Europa. Sus historietas son editadas en Francia, Alemania, España, Portugal, Argentina, Australia y Brasil entre otros países.
Influenciado por Otto Messmer, Winsor McCay, Fredrick Burr Opper, Rudolph Dirks, Carl Barks y Floyd Gottfredson, ha desarrollado un estilo de caricaturas más personal: generalmente deforma las características somáticas de los personajes, consiguiendo efectos psicodélicos.

## Biografía
Bottaro nació en Rapallo (Génova), el 16 de noviembre de 1931 y comenzó su carrera trabajando para la revista italiana Lo Scolaro en 1949, con el personaje Arcibaldo il bucaniere
Ha colaborado con La Domenica del Corriere, Edizioni Alpe y Mondadori, la editorial italiana de Disney: su primera historia fue "Paperino e le onorificenze", escrita por Alberto Testa y publicada en 1952
En ese mismo año comenzó a colaborar con Guido Scala y Franco Aldosi, a quienes más tarde se les unió Carlo Chendi como guionista: Era el nacimiento no oficial de la "Escuela de Rapallo", antecámara a la fundación de Studios Bierrecì. Bottaro fallece el 23 de noviembre de 2006.

## Bierrecì Studios
Además del trabajo en los personajes de Disney, trabajó en otras revistas, creando muchos personajes (Baldo, Pepito, Pon Pon, Giò Polpetta, Maramao), y en 1958 fundó Bierrecì Studios junto con Carlo Chendi y Giorgio Rebuffi.
La primera publicación de Bierrecì fue "Redipicche", un libro cómico que contaba las aventuras del "Rey de Cartas", una parodia despiadada y triste de un mundo militar inspirado en "Alicia en el país de las maravillas"
Muchos historietistas comenzaron a colaborar con ellos, como Maria Luisa Uggetti, Tiberio Colantuoni, Ivo Milazzo y Giancarlo Berardi. Ellos trabajaron sobre muchso personajes, como Mickey Mouse, Rico McPato y personajes de Warner Bros. entre otros. También realizaron la versión en historieta de "Carosello", programa italiano de televisión que durante la década de 1950 y 1960 llegó a los primeros puestos de audiencia